# Aeroporto Internacional de Cotonu-Cajeum
O Aeroporto Internacional de Cotonu-Cajeum (em francês: Aéroport international de Cotonou-Cadjehoun)  (IATA: COO, ICAO: DBBB) é um aeroporto internacional localizado em Cotonu, Benim, que também serve a capital do país Porto Novo, sendo esse o principal aeroporto do país.